# Microkinésithérapie
La microkinésithérapie, élaborée dans les années 1980 en France par les kinésithérapeutes Patrice Benini et Daniel Grosjean, est une technique manuelle alléguée de bilan et de soin qui viserait à trouver, dans l'organisme du patient, les « traces » d'événements traumatiques somatisés, et à stimuler les zones concernées pour déclencher les mécanismes naturels d'auto-correction aptes à les éliminer. Cette pratique n'est pas scientifiquement validée, ce qui la classe parmi les pseudosciences.

## Historique
Le premier ouvrage traitant de microkinésithérapie semble être le Traité pratique de micro-kinésithérapie, dont le premier tome date de 1996. Il a été écrit par Daniel Grosjean et Patrice Bénini, présentés sur le site internet de la microkinésithérapie comme étant les fondateurs de cette technique depuis les années 1980.

## Principe théorique
Des « rythmes tissulaires » pourraient être modifiés par des chocs émotionnels ou physiques et nécessiteraient d'être rééquilibrés pour recouvrer la santé.
La microkinésithérapie est une technique de soins effectuée avec les mains, qui consiste à contrôler et à restaurer la vitalité de tous les tissus corporels.
Le contrôle s'effectue par une micropalpation qui permettrait de retrouver facilement les tissus en dysfonctionnement, c'est-à-dire ceux qui seraient porteurs d'une séquelle pathologique qui s'est inscrite à la suite d'une agression non rejetée.
En effet toute agression subie met en route des mécanismes auto-correcteurs chargés de lutter et de supprimer les conséquences de cette agression (cicatrisation après plaie, consolidation après fracture, anticorps après antigènes, etc.) Dans certains cas, ces mécanismes n'auraient pas fonctionné ou n'auraient pas réussi à supprimer les conséquences de l'agression. Les tissus porteraient alors la marque de ces séquelles pathologiques et présenter un dysfonctionnement.
C'est sur ces tissus que la microkinésithérapie va tenter d'agir en reproduisant selon la théorie homéopathique, c'est-à-dire d'une manière semblable et minime, l'agression primitive pour remettre en route les mécanismes d'auto-correction défectueux qui n'auraient pas fonctionné et ceci même des dizaines d'années plus tard. Cette "remise en route" des mécanismes auto-correcteurs permettrait d'obtenir une normalisation rapide des tissus qui faciliterait une bonne reprise des fonctions.
L'étude se fait à partir des lésions traumatiques qui sont les plus faciles à trouver, à corriger et aussi à reproduire expérimentalement, ce qui faciliterait l'apprentissage de leur recherche. Ces corrections permettraient de résoudre bon nombre de séquelles douloureuses.
Les lésions inscrites dans les circuits nerveux sont ensuite abordées avec des corrections similaires. Les agressions infectieuses, toxiques et carentielles sont étudiées lors des perfectionnements ainsi que les lésions dites "de mémoires" qui permettent de contrôler et de supprimer autant les séquelles des toxines que des émotions conscientes ou inconscientes subies et produites.
Le fil directeur de cette lecture est la théorie de la récapitulation , une théorie dépassée concernant la biogenèse.

## Évaluation scientifique
Une étude du CHU de Grenoble portant sur 29 patients a été publiée en 2016. Cette évaluation randomisée en double aveugle montre l'efficacité clinique de la microkinésithérapie dans les cervicalgies post-traumatiques, avec néanmoins des limites dans la méthodologie de l'étude (faible effectif, subjectivité du critère d'évaluation principal) . Des études complémentaires sur de plus grands échantillons sont nécessaires pour confirmer cette première évaluation.
Les résultats d'une expérimentation en double aveugle ont été publiés dans une revue de référence internationale et indexés sur Medline en mars 2017.
Un article intitulé "Une thérapie complémentaire : la microkinésithérapie" est paru dans la revue HEGEL, revue scientifique francophone indexée à comité de lecture en juin 2017. Cet article présente succinctement les bases de la microkinésithérapie ainsi que sa place et son utilité dans les approches complémentaires.
L'International Journal Of Science & Research Methodology a publié un article en novembre 2017 : "A new approach to manual therapy for the immune system: an experimental study". Cette évaluation de la microkinésithérapie cette fois-ci en laboratoire donne les résultats obtenus sur des rats avec groupe témoin, groupe placebo et groupe traité, soit 45 rats au total par lots de 15 dans ces 3 groupes. Les évaluations ont été effectuées sur les cytokines obtenues par des prises de sang et analysées par des appareils homologués selon des protocoles fixés. Les cytokines retenues : interleukine 2, 4 et le Tumor Necrosis Factor ont été retenus puisqu’ils sont reconnus comme des facteurs objectifs indiquant les réponses immunologiques d’un organisme après un stress. Les résultats montrent que ces marqueurs continuent d’augmenter au 3e, 7e et 21e jours dans les groupes témoin et placebo alors qu’ils ont pratiquement disparu dans le groupe traité avec une séance de microkinésithérapie au 3e, 7e et 21e jour.
En France, dans un avis du 21 mars 2013, le Conseil national de l’ordre des masseurs-kinésithérapeutes indique sa réserve quant à la pratique de la microkinésithérapie, ni éprouvée ni conventionnelle, par un kinésithérapeute, et qui «pourrait ouvrir la voie à une dérive thérapeutique». Cet avis a été mis à jour le 18 février 2020, le Conseil considère que "La « micro-kinésithérapie » est une méthode non fondée sur les données acquises de la science. Elle est illusoire et non éprouvée. Sa pratique, par un masseur-kinésithérapeute, sous quelque forme que ce soit, constitue une dérive thérapeutique".